# Phjongszan
Phjongszan (hangul: 평산군, Phjongszan-kun, handzsa: 平山郡, RR: P'yŏngsan-kun, ’békés hegy’) megye Észak-Koreában, Észak-Hvanghe (Hwanghae) tartományban. Kogurjo (Goguryeo) idején alapították, Tadzsihol (다지홀; 多知忽, Tajihol) néven. 1413-ban nyerte el mai nevét, ekkor emelték első ízben megyei rangra.

## Földrajza
Északról Szohung (Sŏhŭng) és Singje (Sin'gye), keletről Kumcshon (Kŭmch'ŏn) megye, délről a Rucshon (Ruch'ŏn), és annak túlpartján a Dél-Hvanghe (Hwanghae) tartománybeli Pongcshon (Pongch'ŏn), nyugatról Rinszan (Rinsan) határolja.
Legmagasabb pontja a 818 méter magas Mjorakszan (멸악산; 滅惡山, Myŏraksan).

## Közigazgatása
1 községből (up (ŭp)), 20 faluból (ri (ri)) és 2 munkásnegyedből (rodongdzsagu (rodongjagu)) áll:
| - Phjongszan-up (평산읍; 平山邑, P'yŏngsan-ŭp) - Cshonghak-rodongdzsagu (청학로동자구; 靑鶴勞動者區, Ch'ŏnghak-rodongjagu) - Phjonghva-rodongdzsagu (평화로동자구; 平和勞動者區, P'yŏnghwa-rodongjagu) - Kithan-ri (기탄리; 岐灘里, Kit'an-ri) - Rjeszong-ri (례성리; 禮城里, Ryesŏng-ri) - Rjonggung-ri (룡궁리; 龍宮里, Ryonggung-ri) - Rimszan-ri (림산리; 林山里, Rimsan-ri) - Pokszu-ri (복수리; 復水里, Poksu-ri) - Pongcshon-ri (봉천리; 鳳川里, Pongch'ŏn-ri) - Pongthan-ri (봉탄리; 峰灘里, Pongt'an-ri) - Szanszong-ri (산성리; 山城里, Sansŏng-ri) - Szanszu-ri (산수리; 山水里, Sansu-ri) | - Szamnjong-ri (삼룡리; 三龍里, Samnyong-ri) - Szamcshon-ri (삼천리; 三泉里, Samch'ŏn-ri) - Szangam-ri (상암리; 象岩里, Sangam-ri) - Okcshon-ri (옥촌리; 沃村里, Okch'on-ri) - Vahjon-ri (와현리; 瓦峴里, Wahyŏn-ri) - Volcshon-ri (월천리; 月川里, Wŏlch'ŏn-ri) - Csupho-ri (주포리; 舟浦里, Chup'o-ri) - Cshongszu-ri (청수리; 淸水里, Ch'ŏngsu-ri) - Thangjo-ri (탄교리; 灘橋里, T'an'gyo-ri) - Hanpho-ri (한포리; 汗浦里, Hanp'o-ri) - Hevol-ri (해월리; 海月里, Haewŏl-ri) |

## Gazdaság
Phjongszan (P'yŏngsan) megye gazdasága bányászatra és állattenyésztésre épül.

## Oktatás
Phjongszan (P'yŏngsan) megye egy mezőgazdasági főiskolának, 30 általános és 29 középiskolának ad otthont.

## Egészségügy
A megye számos egészségügyi intézménnyel rendelkezik, köztük 1 megyei és számos helyi kórházzal.

## Közlekedés
A megye közutakon a szomszédos helységek felől közelíthető meg. A megye vasúti kapcsolattal rendelkezik, a Phjongbu (P'yŏngbu) és Cshongnjon Icshon (Ch'ŏngnyŏn Ich'ŏn) vonalak része.